# Liste der Bodendenkmäler in Icking
Auf dieser Seite sind die Bodendenkmäler in der oberbayerischen Gemeinde Icking zusammengestellt. Diese Tabelle ist eine Teilliste der Liste der Bodendenkmäler in Bayern. Grundlage ist die Bayerische Denkmalliste, die auf Basis des Bayerischen Denkmalschutzgesetzes vom 1. Oktober 1973 erstmals erstellt wurde und seither durch das Bayerische Landesamt für Denkmalpflege geführt wird. Die folgenden Angaben ersetzen nicht die rechtsverbindliche Auskunft der Denkmalschutzbehörde.

## Bodendenkmäler in Icking
| Lage                               | Objekt | Akten-Nr.     | Bild           |
| ---------------------------------- | --- | ------------- | -------------- |
| Walchstadter Straße 67 (Standort)  | Untertägige mittelalterliche und frühneuzeitliche Befunde im Bereich der katholischen Filialkirche St. Bartholomäus in Walchstadt und ihres Vorgängerbaus.                                               | D-1-8034-0016 |                |
| Isarweg 3 (Standort)               | Untertägige mittelalterliche und frühneuzeitliche Befunde im Bereich der katholischen Filialkirche Heilig Kreuz in Icking und ihres Vorgängerbaus sowie Siedlung des frühen Mittelalters.                | D-1-8034-0017 | weitere Bilder |
| (Standort)                         | Brandopferplatz der mittleren und späten Bronzezeit. | D-1-8034-0018 |                |
| Icking (Standort)                  | Grabhügel mit Bestattungen der Bronzezeit. | D-1-8034-0020 |                |
| (Standort)                         | Villa rustica der römischen Kaiserzeit. | D-1-8034-0023 |                |
| (Standort)                         | Verebnete Grabhügel vorgeschichtlicher Zeitstellung. | D-1-8034-0024 |                |
| (Standort)                         | Grabhügel mit Bestattungen der Hallstattzeit. | D-1-8034-0025 |                |
| (Standort)                         | Körpergräber des frühen Mittelalters. | D-1-8034-0027 |                |
| (Standort)                         | Körpergräber des frühen Mittelalters. | D-1-8034-0028 |                |
| (Standort)                         | Verebnete Grabhügel vorgeschichtlicher Zeitstellung. | D-1-8034-0044 |                |
| (Standort)                         | Verebnete Grabhügel vorgeschichtlicher Zeitstellung. | D-1-8034-0054 |                |
| Ebenhauser Straße 15 (Standort)    | Untertägige mittelalterliche und frühneuzeitliche Befunde im Bereich der katholischen Filialkirche St. Anian in Irschenhausen und ihrer Vorgängerbauten sowie Tuffplattengräber des frühen Mittelalters. | D-1-8034-0086 | weitere Bilder |
| (Standort)                         | Siedlung vorgeschichtlicher Zeitstellung. | D-1-8034-0111 |                |
| (Standort)                         | Villa rustica der römischen Kaiserzeit. | D-1-8034-0164 |                |
| (Standort)                         | Verebnete Grabhügel vorgeschichtlicher Zeitstellung. | D-1-8034-0184 |                |
| Wolfratshauser Straße 6 (Standort) | Untertägige spätmittelalterliche und frühneuzeitliche Befunde im Bereich der katholischen Filialkirche St. Johann Baptist in Dorfen und ihres Vorgängerbaus.                                             | D-1-8034-0189 |                |
| (Standort)                         | Abgegangene Kirche der frühen Neuzeit (St. Ulrich) sowie Burgstall des hohen Mittelalters. | D-1-8034-0194 |                |
| (Standort)                         | Siedlung und Brandgräber vorgeschichtlicher Zeitstellung | D-1-8034-0223 |                |